# ديرك فان در فان
ديرك فان در فان (1 مارس 1970 في دويسبورغ في ألمانيا – )؛ هو لاعب كرة قدم سابق كان يلعب كمهاجم.

## وصلات خارجية
- ديرك فان در فان على موقع رابطة كرة القدم اليابانية للمحترفين (اليابانية)
- ديرك فان در فان على موقع قاعدة بيانات كرة القدم.إي يو (الإنجليزية)
- ديرك فان در فان على موقع بيانات كرة القدم. دي إي (الألمانية)
- ديرك فان در فان على موقع عالم كرة القدم.نت (الإنجليزية)